# John Van Denburgh
John Van Denburgh est un zoologiste américain, né le 23 août 1872 à San Francisco et mort le 24 octobre 1924 à Honolulu.

## Biographie
Passionné dès son jeune âge par l’ornithologie, il fait ses études à la nouvelle université Stanford. Il y obtient son Bachelor of Arts en 1894, son Master of Arts en 1895 et son Doctorat of Philosophy en 1897. C’est l’un de ses professeurs, Charles Henry Gilbert (1859-1928), qui lui fait découvrir les reptiles.
En 1894, il devient assistant à l’Académie des sciences de Californie. L’année suivante, il devient conservateur, une fonction qu’il occupe jusqu’à sa mort. Il rassemble une immense collection de reptiles et d’amphibiens d’Amérique du Nord mais celle-ci est détruite lors du tremblement de terre d’avril 1906 et par l’incendie qui s'ensuit. En prenant de grands risques personnels, Van Denburgh arrive à sauver seulement 13 spécimens (presque tous des holotypes) sur un total de 8 100. Van Denburgh recommence cette collection en bénéficiant notamment de l’importante collection réalisée dans les Galapagos par Joseph Richard Slevin (1881-1957) dans les années 1905-1906.
Lorsque le muséum est installé dans ses locaux actuels dans le parc du Golden Gate en 1915, ses collections herpétologiques comptent plus de 50 000 spécimens.

## Source
Kraig Adler (1989). Contributions to the History of Herpetology, Society for the study of amphibians and reptiles.